# Celebrate the Nun
A Celebrate the Nun a nyolcvanas évek közepén alakult new wave együttes volt, melyben a Scooter mai két tagja, H.P. Baxxter és Rick J. Jordan is szerepelt. Rajtuk kívül énekesnőként szerepelt a zenekarban H.P. húga, Britt Maxime is, valamint egy ideig Slin Tompson.

## Történet
1985-ben H.P. és Britt egy újhullámos (pontosabban inkább szintipop) együttes alapítását tervezték Hannoverben, némiképp a Depeche Mode farvizein evezve. A harmadik tagot újsághirdetés feladásával találták meg (ő volt Rick), negyedikként pedig egy bizonyos Slin Thompson csatlakozott. Rick házi stúdiójában, a pincében próbáltak, itt írták a dalokat is, a kész produktumokat pedig felvették, s megkíséreltek házalni velük a nagyobb kiadóknál. Eleinte azonban nem igazán akartak sikerülni a dolgok. A kezdeti kudarcok nem törték le őket, továbbra is kitartóan próbálkoztak, és 1987-ben felfigyelt rájuk a Westside kiadó.
Mivel számukra professzionális munkát kellett átadni, többé már nem lehetett a Rick-féle stúdió anyagára támaszkodni, s így egy nagy stúdióban újra felvették a számaikat. A “Meanwhile” címre hallgató debütáló albumuk végül 1989-ben jelent meg, amelynek igazi nagy tragédiája az elkésettség volt. Az újhullámos zenekarok, és különösen ez a fajta szintipop hangzásvilág ugyanis erősen elavulttá vált addigra, amikorra a Celebrate the Nun befutott. Ez azonban furcsamód egyáltalán nem érintette a sikerüket, első kislemezük, az “Ordinary Town” például hamar nagy sláger lett. Nem is beszélve az ezt követő “Will You Be There”-ről, amely például Amerikában lett különösen népszerű, de a “She’s A Secretary” is sokak fantáziáját megmozgatta.
Slin Thompson azonban rögtön az első lemez megjelenése után kilépett az együttesből. Ekkor már azonban folyamatban voltak az új számok felvételei. Az alkotás közben azonban kisebb nézeteltérések is adódtak köztük: H.P. ekkoriban ismerkedett meg a korai trance és acid house irányzatokkal, és szerette volna, ha ezt a stílust átvették volna ők is. Rick azonban ellenezte ezt, és csak hosszas győzködés árán lehetett végül keresztülvinnie a szándékot. Az új stílus első fecskéje, a “Patience” kislemez 1991-ben jelent meg, és noha érezhetően más volt, mint az addigi dalok, a közönségnek tetszett. Ennek fényében készült az új lemez is, bár a “Continous” azért hűebb maradt az eredeti koncepcióhoz. Sajnos ez is okozta a vesztét: 1991-ben ez a fajta újhullámos zene már nemhogy leszállóágban volt, de egyenesen idejétmúlttá vált. Felismerve a realitásokat, a háromtagúra fogyatkozott zenekar végül feloszlott.
1998-ban aztán Slin Thompson elhatározta, hogy újra létrehozza az együttest, Phoen X és Skye Burns segítségével. Ezt a formációt azonban már úgy hívták, hogy Celebrate the None, és nem sok köze volt a korábbi évekhez, a stílust leszámítva. Néhány kiadványon kívül nem is alkottak mást.

## Diszkográfia

### Nagylemezek
- Meanwhile (1990)
- Continuous (1991)

### Kislemezek
- Ordinary Town (1988)
- Will You Be There (1989)
- She's A Secretary (1990)
- Patience (1991)
- You Make Me Wonder (1991)
- Spread Your Wings (2001)
- Arthur Have You Eaten All The Ginger-Biscuits (2002)